# 1893 في اليونان
فيما يلي قوائم الأحداث التي وقعت خلال عام 1893 في اليونان.

## سياسة

### تعيين في المنصب
- 30 أكتوبر – خاريلاوس تريكوبيس رئيس وزراء اليونان.

### انتهاء فترة المنصب
- 3 مايو – خاريلاوس تريكوبيس رئيس وزراء اليونان.

## مواليد

### أغسطس
- 1 أغسطس – ألكسندر الأول ملك اليونان سياسي يوناني.

## وفيات

### مارس
- 19 مارس – إبراهيم أدهم باشا (مواليد 1818)